# 山口暖人
山口 暖人（やまぐち はるひ、2012年1月28日 - ）は、日本の男性子役。スターダストプロモーション所属。

## 人物
趣味
ゲーム・サッカー
特技
ダンス・エスボード

## 出演

### テレビドラマ
- 『君が心をくれたから』 第6話 （2024年2月12日 フジテレビ）[1]
- 夜ドラ 『柚木さんちの四兄弟。』（2024年5月28日 - 7月18日 NHK総合）  - 三男 柚木湊 役[2]
- 土ドラ9 『放課後カルテ』（2024年10月12日 - 12月21日 日本テレビ）  - 池村大和 役[3]
- 『PJ 〜航空救難団〜』第3話（2025年5月8日、テレビ朝日） - 白河智樹（幼少期） 役[4]

### CM
- ABEMA『いいじゃん、テレビでABEMA -アイツがやってきた-』（2022年10月15日 - ）
- フォルクスワーゲン 『ID:4』（2022年11月18日 - 2023年11月17日）
- NTTドコモ『「irumo　おさえめな声で」篇』（2024年8月 - ）[1]